# Thaumatonemataceae
Famille
Les Thaumatonemataceae sont une famille d'algues de l'embranchement des Bacillariophyta (Diatomées), de la classe des Coscinodiscophyceae et de l’ordre des Asterolamprales.
Le genre Thaumatonema, qui a donné son nom à cette famille, est un organisme fossile.

## Étymologie
Le nom de la famille vient du genre type Thaumatonema, dérivé du grec à partir du préfixe thaumat- (de θαυμαστός / thavmastós, « étonnant, merveilleux, extraordinaire »), et du suffixe -nema (de νήμα / nema, fil), littéralement « fil extraordinaire », en référence à la forme très caractéristique de cet organisme fossile.

## Liste des genres
Selon AlgaeBase (21 juin 2022) :
- Thaumatonema Greville, 1863

## Systématique
Le nom correct complet (avec auteur) de ce taxon est Thaumatonemataceae Nikolaev & Harwood.